# دهستان بلده
بلده، دهستانی از توابع بخش خرم‌آباد شهرستان تنکابن در استان مازندران ایران است.

## روستاها[۳]
1. مَزِرَک
2. قلعه گردن
3. زمین‌بن
4. آغوزکله
5. سنگرمال (سنگرده)
6. شیروان‌محله
7. تلوسرک
8. سیاورز
9. استخرسر
10. کراجوب‌کنار
11. شهیدآباد (کاردگرمحله)
12. میان‌سرا
13. توساکله
14. تَشکون
15. خراسانی

## جمعیت
این دهستان در بخش خرم‌آباد قرار دارد و بر اساس سرشماری مرکز آمار ایران در سال ۱۳۹۵ جمعیت مجموع روستاهای این دهستان برابر با ۷٫۴۸۰ نفر (۲۶۱۲ خانوار) بوده است.